# جون تشارلز
جون تشارلز (بالإنجليزية: John Charles)‏؛ (مواليد 27 ديسمبر 1931 - الوفاة 21 فبراير 2004) هو مدرب ولاعب كرة قدم ويلزي سابق بدأ مسيرته التدريبية عام 1967 وكان أول فريق يدربه هو هيرفورد يونايند. ، اختتم مسيرته كمدرب عام 1987 مع هاميلتون ستيليرس. بدأ مسيرته كلاعب عام 1946 مع سوانزي سيتي. وكان يلعب كمهاجم.

## روابط خارجية
- جون تشارلز على موقع ميوزك برينز (الإنجليزية)
- جون تشارلز على موقع ديسكوغز (الإنجليزية)
- جون تشارلز على موقع الاتحاد الدولي (مؤرشف)  (الإنجليزية)
- جون تشارلز على موقع قاعدة بيانات كرة القدم.إي يو (الإنجليزية)
- جون تشارلز على موقع ناشيونال فوتبول تيمز (الإنجليزية)
- جون تشارلز على موقع عالم كرة القدم.نت (الإنجليزية)
- جون تشارلز على موقع كووورة